# Швеція
63° пн. ш. 16° сх. д. / 63° пн. ш. 16° сх. д.
Шве́ція (швед. Sverige, [ˈsværjɛ] ( прослухати)), офіційна назва — Королівство Швеція (швед. Konungariket Sverige, [ˈkôːnɵŋaˌriːkɛt ˈsvæ̌rjɛ] ( прослухати)) — нордична країна у Північній Європі на Скандинавському півострові. Межує з Норвегією та Фінляндією, з'єднана також з Данією мостом-тунелем через протоку Ересунн. Займаючи територію 450 295 км², Швеція є третьою за площею країною Європейського Союзу і має населення 10,457 млн осіб, 2,6 млн з яких мають іноземне походження. Країна загалом має низьку щільність населення — 23,37 людини на 1 км2 — з найвищою концентрацією у південній половині країни. Приблизно 85 % населення живе у містах.
Швеція є частиною географічного регіону Фенноскандія, розташовуючись між Північною Атлантикою, Балтійським морем та величезним Євразійським російським суходолом. Клімат загалом помірний зі значним морським впливом. Незважаючи на розташування у високих широтах, Швеція часто має теплі континентальні літа. Клімат значно відрізняється від півдня до півночі через велику різницю широт. Значна частина Швеції має тривалу холодну та сніжну зиму. Для південної частини Швеції характерний тепліший клімат і менша тривалість зими. Ця частина країни придатна для сільськогосподарського виробництва, водночас північна частина покрита лісами, тут розташовані Скандинавські гори.
Германські племена, які пізніше стали етнічною основою сучасних шведів, розселилися на території сучасної Швеції ще в доісторичні часи. Уперше вони згадані в історії як геати та свеї, які є морським народом, відомим також як норси. Швеція виникла як незалежна і єдина країна у Середньовіччі. У XVII столітті країна розширила свої території, створивши Шведську імперію, яка була великою Європейською державою аж до початку XVIII століття. Свої заморські території за межами Скандинавського півострова Швеція поступово втрачала протягом XVII та XIX століть, починаючи з анексії Російською імперією нинішньої території Фінляндії 1809 р. Останньою війною, в якій Швеція брала безпосередню участь, була війна 1815 р., внаслідок якої Норвегію було примушено до унії.
З того часу Швеція перебуває у мирі, офіційно дотримуючись політики нейтралітету у міжнародних справах. Унію з Норвегією було розірвано мирним шляхом 1905 р. і сформовано нинішні кордони Швеції. Хоча країна була формально нейтральною в обох війнах, Швеція брала участь у багатьох гуманітарних місіях, наприклад, прийом біженців з територій, окупованих Німеччиною. Після завершення Холодної війни Швеція приєдналась до Європейського Союзу, однак тоді відмовилась від членства у НАТО. Швеція має тісні зв'язки зі своїми нордичними сусідами, у тому числі лінгвістично, оскільки шведська мова є офіційною у Фінляндії та є близькою до данської та норвезької мов.
Нині Швеція є конституційною монархією та парламентською демократією з монархом, який виконує функції глави держави. Столиця — Стокгольм, який також є найбільшим містом країни. Роль законодавчої влади виконує однопалатний парламент Риксдаг зі 349 членами. Виконавча влада здійснюється урядом під головуванням прем'єр-міністра. Швеція є унітарною державою, розділеною на 21 лен та 290 комуни.
Швеція дотримується скандинавської моделі системи соціального забезпечення, надаючи своїм громадянам обов'язкове медичне страхування та безоплатну вищу освіту. Швеція посідає восьме місце у світі в переліку країн з найвищим номінальним ВВП на особу та дуже високі місця в інших рейтингах, зокрема якості життя, здоров'я, освіти, захисту громадських і політичних прав, конкурентоспроможності, рівності, процвітання, людського розвитку. Країна є членом Європейського Союзу з 1 січня 1995 р., однак на загальнонаціональному референдумі відмовилась від приєднання до Єврозони. Швеція є членом Організації Об'єднаних Націй, НАТО, Північної ради, Ради Європи, Світової Організації Торгівлі, Організації Економічного Співробітництва та Розвитку.

## Етимологія
Сучасна назва Швеції, швед. Sverige є поєднанням слів Svea та Rike, з леніцією приголосної [k], вперше згадана як Swēorice у Беовульф, буквально означає «держава свеїв» (Давньоскандинавською мовою Svíþjóð, лат. Suetidi).
В українській мові за старою конструкцію також існувала назва Шведчина разом із другою.
Варіації назви Sverige використовуються більшістю мов, за винятком данської та норвезької, які послуговуються оригінальною назвою Sverige, фарерської — Svøríki, ісландської — Svíþjóð, і більш помітним винятком балтійсько-фінськими мовами: фінською — Ruotsi та естонською — Rootsi.
Етимологія слова шведи, а отже, й Швеція не має загальноприйнятої версії, однак може походити з прагерманського Swihoniz, що означає свій власний, маючи на увазі власне германське плем'я.

## Історія

### Доісторичні часи

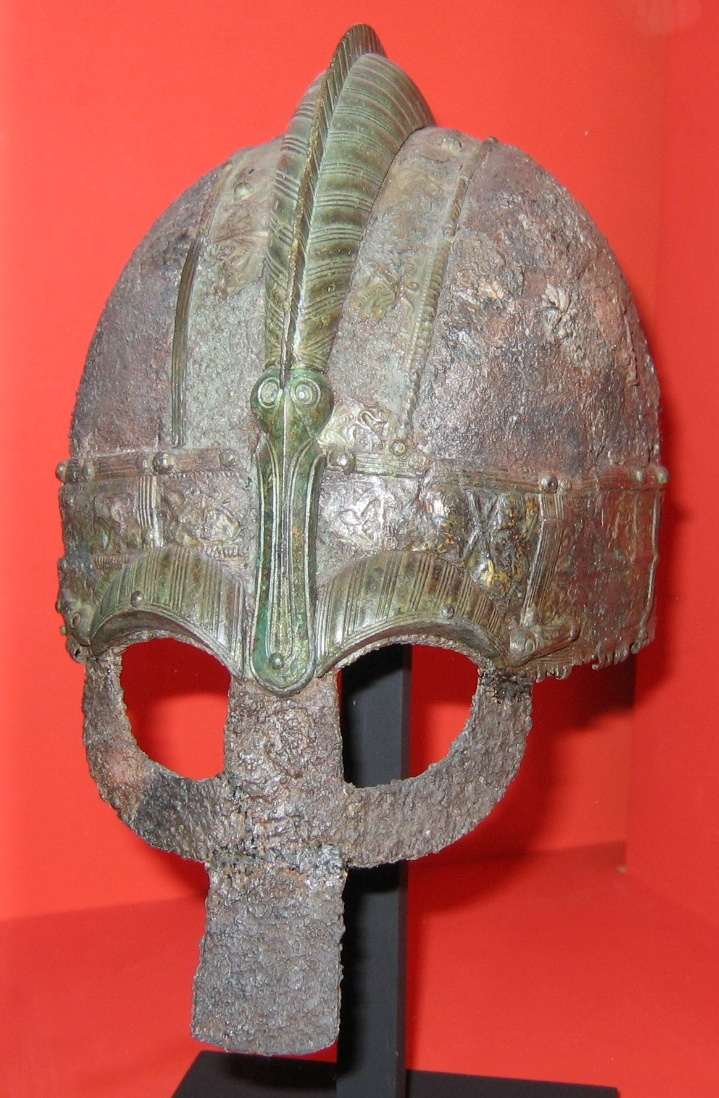
Шолом Венделівської ери.

Передісторія Швеції починається десь під час Аллередської осциляції, теплого кліматичного періоду, який розпочався приблизно 12 000 років до нашої ери, з мисливськими таборами на оленів часів пізнього Палеоліту культури Броме на краю льодовика, що зараз є південною провінцією країни Сконе. Для цього періоду характерна наявність маленьких груп мисливців-збирачів і рибалок, які використовували інструменти, виготовлені з кременю. Їхні правителі нині невідомі, однак германо-скандинавська міфологія має довгу лінію легендарних і напівлегендарних королів аж до останнього століття до н. е. Що стосується грамотності в самій Швеції, руни використовувались південною скандинавською елітою принаймні починаючи з II століття, але все, що дійшло до наших днів від римського періоду, — це різки на артефактах, в основному з чоловічими іменами, демонструючи, що люди південної Скандинавії у той час розмовляли прото-норвезькою мовою, попередником шведської та інших скандинавських мов.
Перша письмова згадка про Швецію належить римському історику Публієві Корнелію Тациту в праці «Про походження і місцепроживання германців» 98 року. У 44 та 45 розділах цієї праці згадуються шведи (свеї) як могутнє плем'я, яке вирізнялося не лише зброєю і чоловіками, а й потужним флотом з кораблями, які мали ніс на кожному кінці (довгі кораблі).
У VI сторіччі історик Йордан загадав два плем'я, які він назвав Suehans та Suetidi, які жили у Скандзі. Вважається, що обидві назви стосуються одного й того ж племені. Suehans, за його словами, мали дуже добрих коней, як і плем'я Thyringi (alia vero gens ibi moratur Suehans, quae velud Thyringi equis utuntur eximiis). Ісландський історик Сноррі Стурлусон писав, що тодішній шведський король Adils (Eadgils) мав найкращих коней тих часів. Suehan поставляли лисячі шкури на Римські ринки. Далі Йордан згадує ім'я Suetidi, що, як нині вважається, є латиською версією назви Svíþjóð, назви свеїв давньоскандинавською мовою. Він також писав, що Suetidi разом з данами, з якими ті мають спільне походження, є найвищими людьми, яких йому доводилось бачити. Пізніше історик згадує інші скандинавські племена, представники яких мали такий же зріст.

### Вікінги

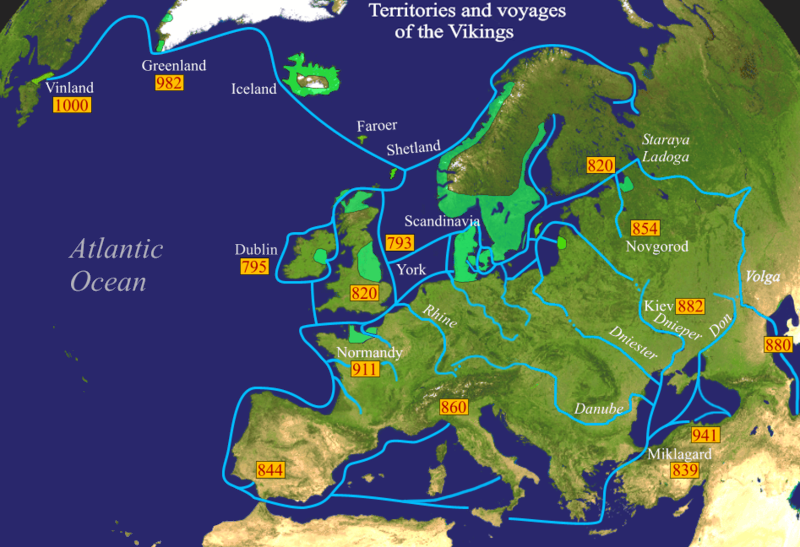
Географія розселення вікінгів

Доба шведських вікінгів тривала десь з VIII-го до XI-го століття. Вважається, що шведські вікінги та готландці переважно подорожували на схід і південь: до Фінляндії, Балтійських країн, Білорусі, України, Чорного моря і навіть Багдаду. Їхні шляхи проходили через Дніпро в південному напрямку, до Константинополя, на який вони здійснили низку набігів. Візантійський імператор Феофіл оцінив їхні військові навички й запросив їх на службу як власних охоронців, відомих також як варязька гвардія. Шведські вікінги, відомі як руси, вважаються праотцями Київської Русі. Арабський мандрівник Ібн Фадлан так описував цих вікінгів:
Я бачив Русів під час їхніх торгових поїздок, коли ті таборувались в Волзі. Я ніколи не бачив більш фізично досконалих людей, зростом, як фінікова пальма, світлі і рум'яні; вони не носять ані туніків, ані каптанів, однак, чоловіки носять одяг, який покриває один бік тіла, і залишає домінантну руку вільною. Кожен має сокиру, меч і ніж, які носить з собою увесь час. Мечі широкі і рифлені, франкського сорту.
Дії шведських вікінгів увічнені на багатьох рунічних каменях у Швеції, зокрема це Грецькі рунічні камені та Варязькі рунічні камені. Ними також було здійснено численні експедиції на захід, які увічнено на Англійських рунічних каменях. Останньою великою експедицію шведських вікінгів вважається злощасна експедиція Інгвара Мандрівника до Серкладу, регіону на південний схід від Каспійського моря. Жоден із членів цієї експедиції не вижив. Наразі достеменно невідомо, що з ними сталося, однак вважається, що вони померли від якоїсь хвороби.

### Королівство Швеція
Досі достеменно невідомо, як і коли утворилося Королівство Швеція, однак перелік Шведських монархів, які, як нині відомо, водночас правили Свеаландом (Швецією) та Йоталандом (Готією) як однією провінцією, починається з Еріка VI Сегерселля. Швеція та Готія були окремими країнами. Невідомо, як довго вони існували: епічна поема Беовульф описує напівлегендарну шведсько-гетську війну VI-го століття.

### Культурні досягнення
На ранніх стадіях епохи Скандинавських вікінгів, Істад у данській провінції Сконе та озеро Павікен на острові Готланд, були процвітаючими центрами торгівлі, однак не були частиною раннього Шведського Королівства. Наприклад, залишки того, що, як вважається, було великим ринком та датується 600—700 роками, знайдено в Істаді. В озері Павікен, яке було важливим центром торгівлі у всьому Балтійському регіоні протягом IX-го та X-го століть, було знайдено залишки великого порту епохи вікінгів, із суднобудівними морськими арсеналами. Між 800 та 1000 роками, торгівля принесла багато срібла до Готланду, і згідно з деякими джерелами, тогочасні мешканці острова накопичили більше срібла, аніж уся Скандинавія разом узята.
Святого Ансґара, як правило асоціюють із введенням християнства у 829 р., однак, нова релігія не замінила язичництво аж до XII-го століття. Під час XI століття, християнство стало панівною релігією, і з 1050 р. Швеція вважається християнською країною. Період між 1100 та 1400 роками характеризується внутрішньою боротьбою за владу та конкуренцією між Нордичними королівствами. Шведські королі почали розширювати підвладні Швеції території у Фінляндії, створивши тим самим конфлікт з русами, які більше не мали ніяких культурних та добросусідських зв'язків зі Швецією.=.

### Феодальні інститути у Швеції

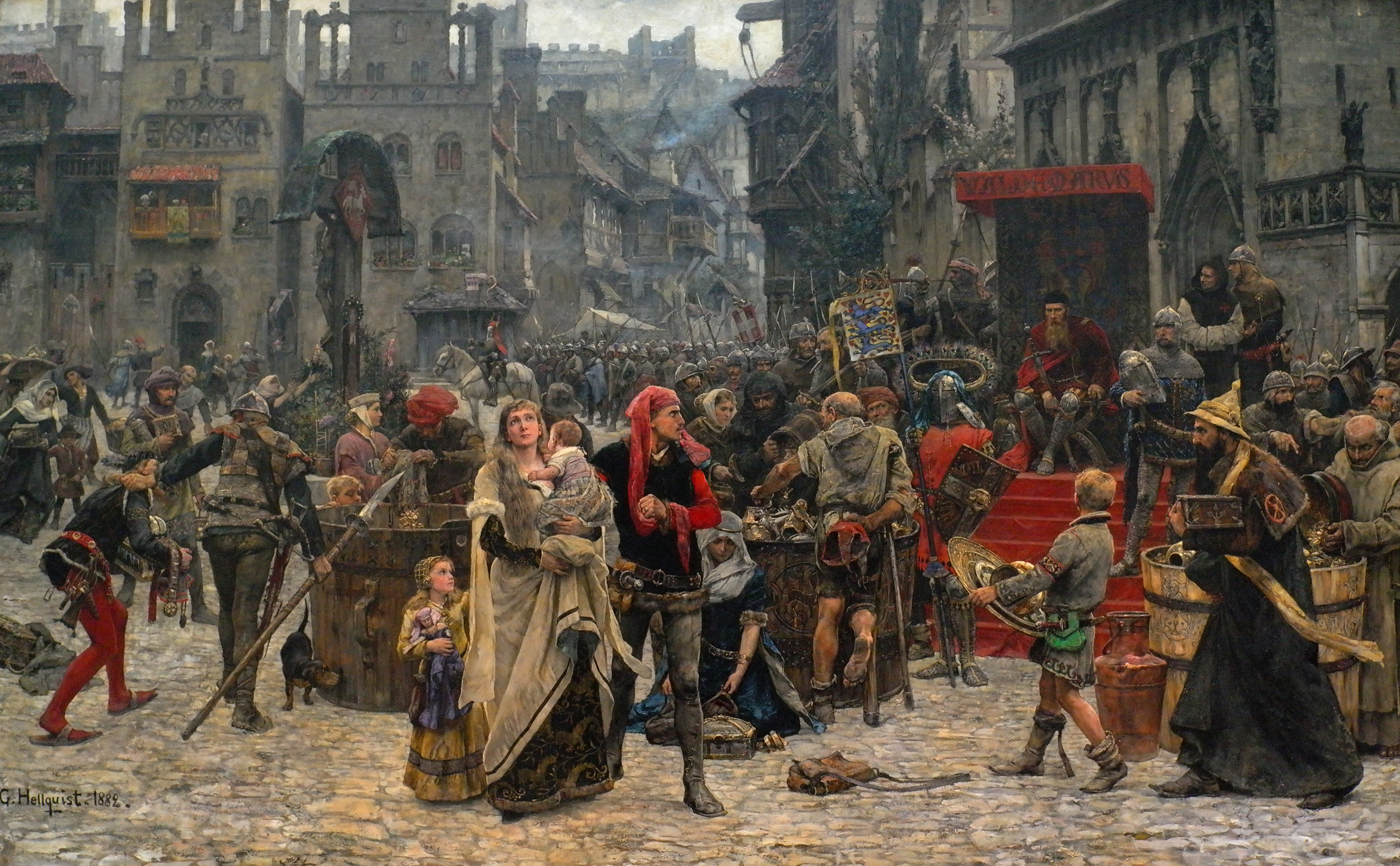
Романтично-націоналістична інтерпретація Вальдемара IV Аттердага під час завоювання Готланду.

На відміну від провінцій Сконе, Блекінге та Галанд на південному-заході Скандинавського півострова, які у ті часи були частиною Королівства Данії, феодалізм ніколи не розвинувся у Швеції, як це сталося на решті території Європи. Селянство залишалося класом вільних людей протягом усієї історії Швеції. Рабство (або кріпосне право) не було поширеним у Швеції, і залишки того, що можна було назвати рабство, як правило припинили своє існування з приходом на ці землі християнства, виникненням труднощів із отриманням рабів із земель на схід від Балтійського моря, і розвитком міст перед XVI століттям. Насправді, рабство і кріпосне право були скасовані указом Короля Маґнуса IV Еріксона у 1335 році. Колишні раби, як правило ставали селянами та робітниками у містах. Втім Швеція залишалась бідною та економічно відсталою країною, у якій бартер був засобом обміну. Наприклад, фермери провінції Дальсланд транспортували масло власного виробництва до гірських провінцій Швеції, і обмінювали його на залізо, яке потім перевозили до узбережжя, і обмінювали на рибу, яку споживали самі, а залишки заліза продавали закордон.

### Чума
У середині XIV століття Швеція була уражена другою пандемією чуми, яка має назву «Чорна смерть». Кількість населення Швеції та майже всієї Європи сильно зменшилась. Населення Швеції досягло показників 1348 року лише на початку XIX-го століття. Населення країни зменшилось на третину у 1349—1351 роках. Тоді міста Швеції почали набувати більше прав і зазнали сильного впливу німецьких купців Німецької Ганзи, які були активними у Вісбю. У 1319 році Швеція та Норвегія були об'єднані королем Маґнусом IV Еріксоном, а в 1397 році королева Маргарита I Данська об'єднала Швецію, Норвегію і Данію в Кальмарську унію. Однак її наступники не спромоглись утримати контроль над Швецією.

### Неповнолітні, регенти, незалежність і реформація
Велика кількість дітей успадкувала Шведську корону за час існування королівства; отже, реальна влада тривалий час належала регентам, яких обирав Шведський парламент. Король Данії Кристіан II, який добивався влади над королівством військовим шляхом, замовив різанину шведських дворян у Стокгольмі в 1520 р. Дана подія відома, як Стокгольмська кривава лазня, і мотивувала шведське благородство до нового спротиву, результатом якого стала коронація Густава І Ваза 6 червня (день, який став національним днем у Швеції) 1523 р. Цей день нерідко вважається днем заснування сучасної Швеції. Незабаром після свої коронації, Густав I Ваза відмовився від католицизму, і розпочав реформацію.

### Перша світова війна
Офіційно Швеція була нейтральною протягом Першої світової війни, однак під тиском Німеччини були здійснені кроки, які завдали шкоди союзним державам. Такими кроками були, зокрема, мінування протоки Ересунн, що закрило її для кораблів Антанти, також надання дозволу Німеччині використовувати свої шифри та засоби їхньої передачі, які Німеччина використовувала для передачі секретних повідомлень своїм іноземним посольствам. Швеція також надала Охоронному корпусу Фінляндії добровольців, які разом з німцями воювали проти червоної та російської армій у Фінській громадянській війні, і тимчасово разом з Німеччиною окупувала Аландські острови.

### Друга світова війна

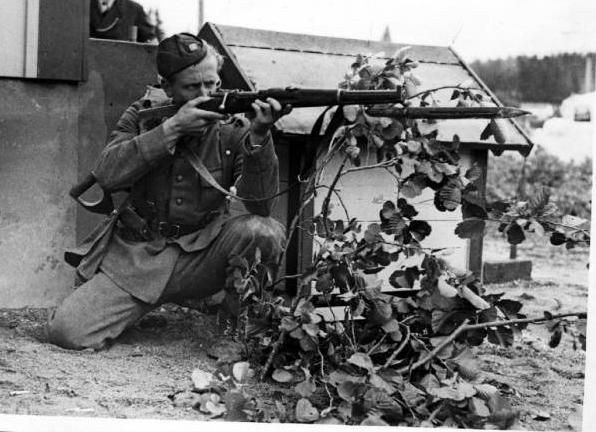
Шведський солдат під час Другої світової війни. Швеція дотримувалась нейтралітету під час конфлікту.

Як і під час Першої світової війни, Швеція офіційно зберігала нейтралітет і в Другій світовій війні, однак цей нейтралітет є предметом численних суперечок. Швеція була під німецьким впливом протягом більшої частини війни, оскільки зв'язки з іншими частинами світу були відрізані через блокаду. Уряд Швеції вважав, що відкрита конфронтація з Німеччиною була б поганою ідеєю, і пішов на низку поступок. Швеція також постачала сталь та оброблені деталі до Німеччини, надавала Третьому рейху кредити протягом усієї війни.
Щоправда, Швеція підтримала Норвезький рух спротиву й у 1943 році допомогла врятувати данських євреїв від депортації до нацистських концентраційних таборів. Шведський уряд також неофіційно підтримував Фінляндію під час Радянсько-фінських воєн 1939–1941 та 1941–1945 років, дозволяючи поставку волонтерів та матеріалів до Фінляндії.
Під час Другої світової війни шведи надавали активну підтримку євреям, які перебували на територіях, контрольованих нацистами. Так, наприклад, навесні 1944-го року за сприяння шведських дипломатів в Угорщині представники шведського Червоного Хреста брали в оренду в Будапешті порожні будинки і вішали на них таблички: «Шведська бібліотека», «Шведський науково-дослідний інститут». Так неприступні для німців будівлі, закріплені за нейтральної Швецією, ставали укриттям для євреїв.
В останні місяці Другої світової війни Рауль Валленберг, представник однієї із найбагатших родин Швеції, який працював у шведському посольстві в Будапешті, врятував, за різними джерелами, від 20 до 100 тисяч угорських євреїв від знищення нацистами. Виявивши неабияку мужність, він видавав переслідуваним шведські паспорти й знаходив для них притулок під шведським прапором.
Швеція також активно приймала біженців зі Скандинавії і країн Балтії. І хоча після закінчення війни багато з них повернулося на батьківщину, багато хто залишився — особливо біженці з балтійських країн.

## Фізико-географічна характеристика
Див. також Геологія Швеції, Гідрогеологія Швеції.

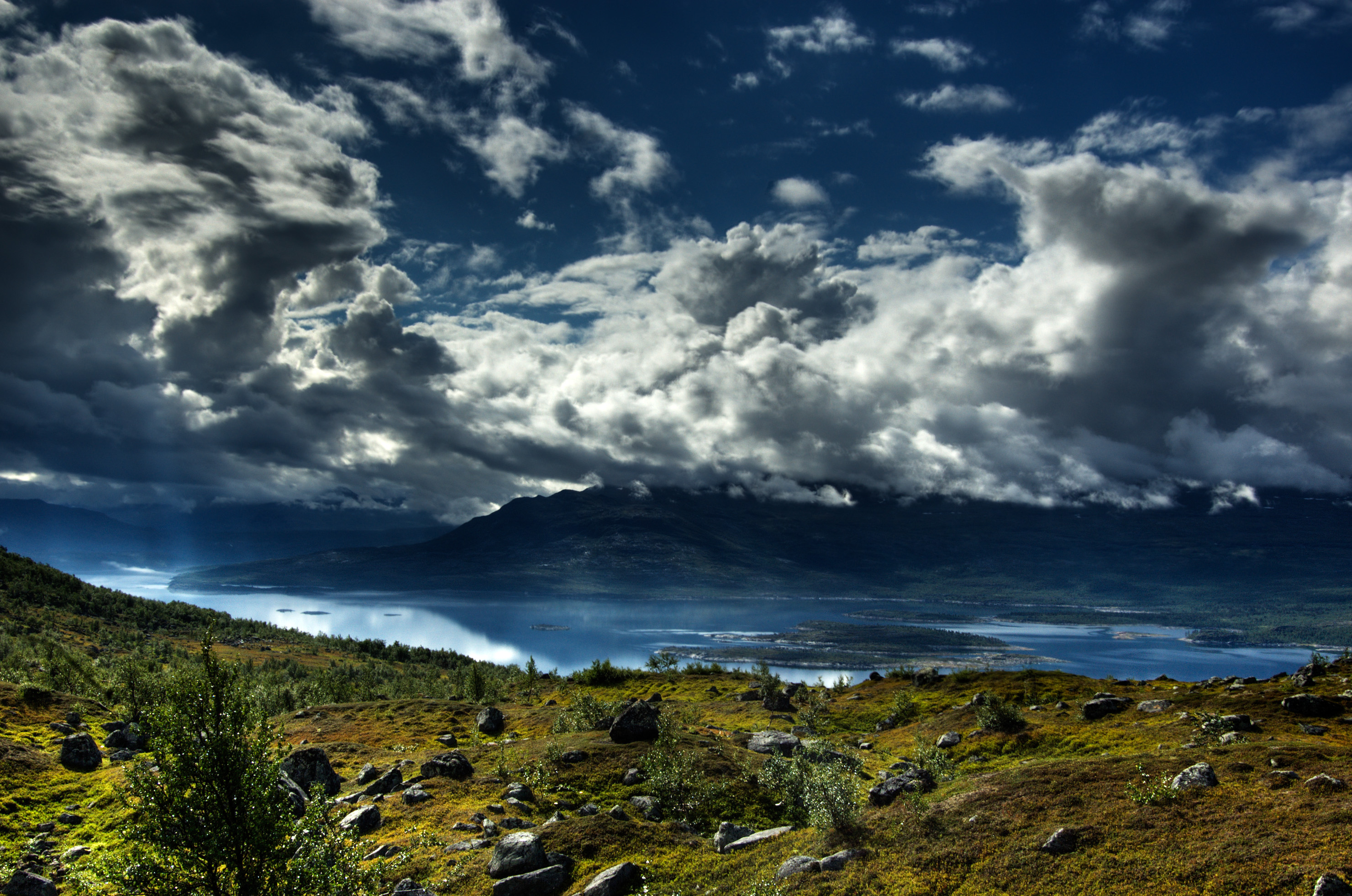
Вид на національний парк Стура-Шефаллет

Бувши розташованою у Північній Європі, Швеція знаходиться на захід від Балтійського моря і Ботнічної затоки, забезпечуючи довгу берегову лінію, і формуючи східну частину Скандинавського півострова. На заході пролягає Скандинавський гірський ланцюг (Skanderna), діапазон, який відокремлює Швецію від Норвегії. Фінляндія знаходиться на північному сході. Країна має морські кордони з Данією, Німеччиною, Польщею, Росією, Литвою, Латвією та Естонією, а також з'єднана з Данією (на південному-заході) через Ересуннський міст. Має кордон з Норвегією завдовжки у 1 619 км, що є найдовшою суцільною лінією кордону в Європі.
Швеція знаходиться між північними широтами 55° та 70°, а також переважно між східними довготами 11° та 25°.
З територією у 449 964 км², Швеція є 55-ю за величиною країною світу, 4-ю на усьому Європейському континенті, та найбільшою країною Північної Європи. Найнижчою точкою Швеції є затока озера Hammarsjön, поблизу міста Крістіанстад, яка знаходиться на -2,41 метри нижче рівня моря. Найвищою точкою є гора Кебнекайсе, 2111 метрів над рівнем моря.
Швеція має 25 провінцій, або landskap на основі культури, географії та історії. Провінції, як правило, групуються у три великих краї, або частини частини: північний Норрланд, центральний Свеаланд, і південний Йоталанд. Малонаселений Норрланд охоплює майже 60 % території країни.
Близько 15 % території Швеції знаходиться за Північним полярним колом. Південна Швеція є переважно сільськогосподарською, у той час, як її північна частина — густо покрита лісами. Близько 65 % території країни покрито лісами. Ересуннський регіон, що на півдні Швеції має найвищу щільність населення, разом із західним узбережжям аж до центральної частини Богуслен, затокою озера Меларен та Стокгольмом. Готланд та Еланд є найбільшими островами Швеції; Венерн і Веттерн — її найбільшими озерами. Венерн також є 3-м за розміром озером Європи, після Ладозького та Онезького озер.

### Клімат
Більшість території Швеції має помірний клімат, попри північну широту, з чотирма чітко вираженими сезонами і помірними температурами протягом усього року. Зима на крайньому півдні зазвичай слабка і проявляється лише через кілька коротших періодів зі снігом і температурою нижче нуля, осінь цілком може перейти у весну без чіткого періоду зими. Країну можна розділити на три типи клімату: найпівденніша частина має морський клімат, центральна частина — вологий континентальний клімат, а найпівнічніша — субарктичний клімат. Однак Швеція набагато тепліша і сухіша, ніж інші місця на подібній широті та навіть дещо далі на південь, головним чином через поєднання Гольфстриму та загального вітру у західному напрямку, викликаного напрямком обертання Землі. Західні континентальні узбережжя (до яких належить вся Скандинавія, як найзахідніша частина Євразійського континенту), як правило, помітно тепліші від східних континентальних узбереж; це також можна побачити, порівнюючи, напр. канадські міста Ванкувер та Галіфакс, Нову Скотію між собою: зима на західному узбережжі Ванкувера значно м'якша; наприклад, центральна та південна Швеція мають значно м'якіші зими, ніж у багатьох частинах Росії, Канади та півночі США. Через велику широту Швеції тривалість денного світла сильно змінюється. На північ від Полярного кола сонце ніколи не заходить частину кожного літа, і ніколи не сходить частину кожної зими. У столиці, Стокгольмі, денне світло триває понад 18 годин наприкінці червня, але лише близько 6 годин в кінці грудня. Щорічно Швеція отримує від 1100 до 1900 сонячних годин. Протягом липня різниця температур між північчю та півднем країни не велика. За винятком гір, вся країна має середньо липневу температуру в межах від 15° до 17,5° (різниця 2,5 градуси Цельсія), тоді як у січні середня температура коливається від 0° до нижче -15° вздовж кордону з Фінляндією (різниця 15 градусів Цельсія).
Окрім обмерзання Атлантичного океану, що приносить морське повітря до Швеції, м'якість пояснюється ще й переважаючими системами низького тиску, що відкладають зиму з довгими ночами, температура яких часто залишається нижче нуля на півдні країни через рясне хмарне покриття. До того часу, як зима нарешті проривається, світловий день швидко зростає, гарантуючи, що денна температура швидко зростає навесні. З більшою кількістю ясних ночей, морози залишаються звичним явищем на далекому півдні країни аж до квітня. Холодні зими трапляються, коли системи низького тиску слабкіші. Прикладом є те, що найхолодніший місяць (січень 1987 р.) У Стокгольмі був і найсонячнішим січневим місяцем.
Шведський Інститут Гідрології та Метеорології, SMHI збирав дані про середню місячну температуру повітря зі своїх метеорологічних станцій у різних куточках світу в період 1961—1990 років. Погодні станції упорядковано з півдня на північ за їхніми номерами.
| № станції | Станція                   | Січ   | Лют   | Бер   | Квт  | Трв  | Чрв  | Лпн  | Сер  | Вер  | Жвт  | Лис  | Грд   | Річна |
| --------- | ------------------------- | ----- | ----- | ----- | ---- | ---- | ---- | ---- | ---- | ---- | ---- | ---- | ----- | ----- |
| 5337      | Malmö                     | 0,1   | 0,0   | 2,2   | 6,4  | 11,6 | 15,8 | 17,1 | 16,8 | 13,6 | 9,8  | 5,3  | 1,9   | 8,4   |
| 6203      | Helsingborg               | 0,6   | -0,1  | 2,0   | 6,0  | 11,2 | 15,3 | 16,7 | 16,6 | 13,6 | 9,9  | 5,2  | 1,8   | 8,3   |
| 6451      | Växjö                     | -2,8  | -2,8  | 0,0   | 4,7  | 10,2 | 14,3 | 15,3 | 14,9 | 11,2 | 7,0  | 2,3  | -1,2  | 6,1   |
| 7839      | Visby                     | -0,5  | -1,2  | 0,7   | 4,1  | 9,5  | 14,0 | 16,4 | 16,0 | 12,5 | 8,6  | 4,3  | 1,2   | 7,1   |
| 7447      | Jönköping                 | -2,6  | -2,7  | 0,3   | 4,7  | 10,0 | 14,5 | 15,9 | 15,0 | 11,3 | 7,5  | 2,8  | -0,7  | 6,3   |
| 7263      | Göteborg                  | -0,9  | -0,9  | 2,0   | 6,0  | 11,6 | 15,5 | 16,6 | 16,2 | 12,8 | 9,1  | 4,4  | 1,0   | 7,8   |
| 8323      | Skövde                    | -2,8  | -2,9  | 0,0   | 4,6  | 10,6 | 15,0 | 16,2 | 15,2 | 11,1 | 7,1  | 2,2  | -1,1  | 6,3   |
| 8634      | Norrköping                | -3,0  | -3,2  | 0,0   | 4,5  | 10,4 | 15,1 | 16,6 | 15,5 | 11,3 | 7,2  | 2,2  | -1,4  | 6,3   |
| 9516      | Örebro                    | -4,0  | -4,0  | -0,5  | 4,3  | 10,7 | 15,3 | 16,5 | 15,3 | 10,9 | 6,6  | 1,3  | -2,4  | 5,8   |
| 9720      | Stockholm Bromma          | -3,5  | -3,7  | -0,5  | 4,3  | 10,4 | 15,2 | 16,8 | 15,8 | 11,4 | 7,0  | 2,0  | -1,8  | 6,1   |
| 9739      | Stockholm Arlanda         | -4,3  | -4,6  | -1,0  | 3,9  | 9,9  | 14,8 | 16,5 | 15,2 | 10,7 | 6,4  | 1,2  | -2,6  | 5,5   |
| 10458     | Mora                      | -7,4  | -7,2  | -2,4  | 2,5  | 9,1  | 14,1 | 15,4 | 13,5 | 9,3  | 4,9  | -1,6 | -6,1  | 3,7   |
| 10740     | Gävle                     | -4,8  | -4,5  | -1,0  | 3,4  | 9,3  | 14,6 | 16,3 | 14,9 | 10,6 | 6,0  | 0,6  | -3,3  | 5,2   |
| 12724     | Sundsvall                 | -7,5  | -6,3  | -2,3  | 2,5  | 8,2  | 13,8 | 15,2 | 13,8 | 9,4  | 4,8  | -1,5 | -5,7  | 3,6   |
| 13410     | Östersund                 | -8,9  | -7,6  | -3,5  | 1,3  | 7,6  | 12,5 | 13,9 | 12,7 | 8,2  | 3,8  | -2,4 | -6,3  | 2,6   |
| 14050     | Umeå                      | -8,7  | -8,3  | -4,0  | 1,4  | 7,6  | 13,3 | 15,6 | 13,8 | 9,0  | 4,0  | -2,3 | -6,4  | 2,9   |
| 15045     | Skellefteå                | -10,2 | -8,7  | -4,2  | 1,2  | 7,6  | 13,6 | 15,7 | 13,5 | 8,5  | 3,2  | -3,4 | -7,5  | 2,5   |
| 16288     | Luleå                     | -12,2 | -11,0 | -6,0  | 0,3  | 6,6  | 13,0 | 15,4 | 13,3 | 8,0  | 2,6  | -4,5 | -9,7  | 1,3   |
| 16395     | Haparanda                 | -12,1 | -11,4 | -6,8  | -0,5 | 6,1  | 12,8 | 15,4 | 13,2 | 8,0  | 2,5  | -4,2 | -9,5  | 1,1   |
| 16988     | Jokkmokk                  | -17,5 | -14,9 | -8,6  | -1,1 | 5,9  | 12,2 | 14,3 | 11,8 | 5,7  | -0,2 | -9,3 | -14,6 | -1,4  |
| 17897     | Tarfala (гірська вершина) | -11,8 | -11,3 | -10,6 | -7,5 | -1,9 | 3,2  | 6,4  | 5,3  | 0,8  | -3,9 | -7,9 | -10,7 | -4,2  |
| 18076     | Gällivare                 | -14,3 | -12,5 | -8,4  | -1,9 | 5,0  | 11,0 | 13,0 | 10,7 | 5,6  | -0,6 | -8,1 | -12,2 | -1,1  |
| 18094     | Kiruna                    | -13,9 | -12,5 | -8,7  | -3,2 | 3,4  | 9,6  | 12,0 | 9,8  | 4,6  | -1,4 | -8,1 | -11,9 | -1,7  |

## Політика

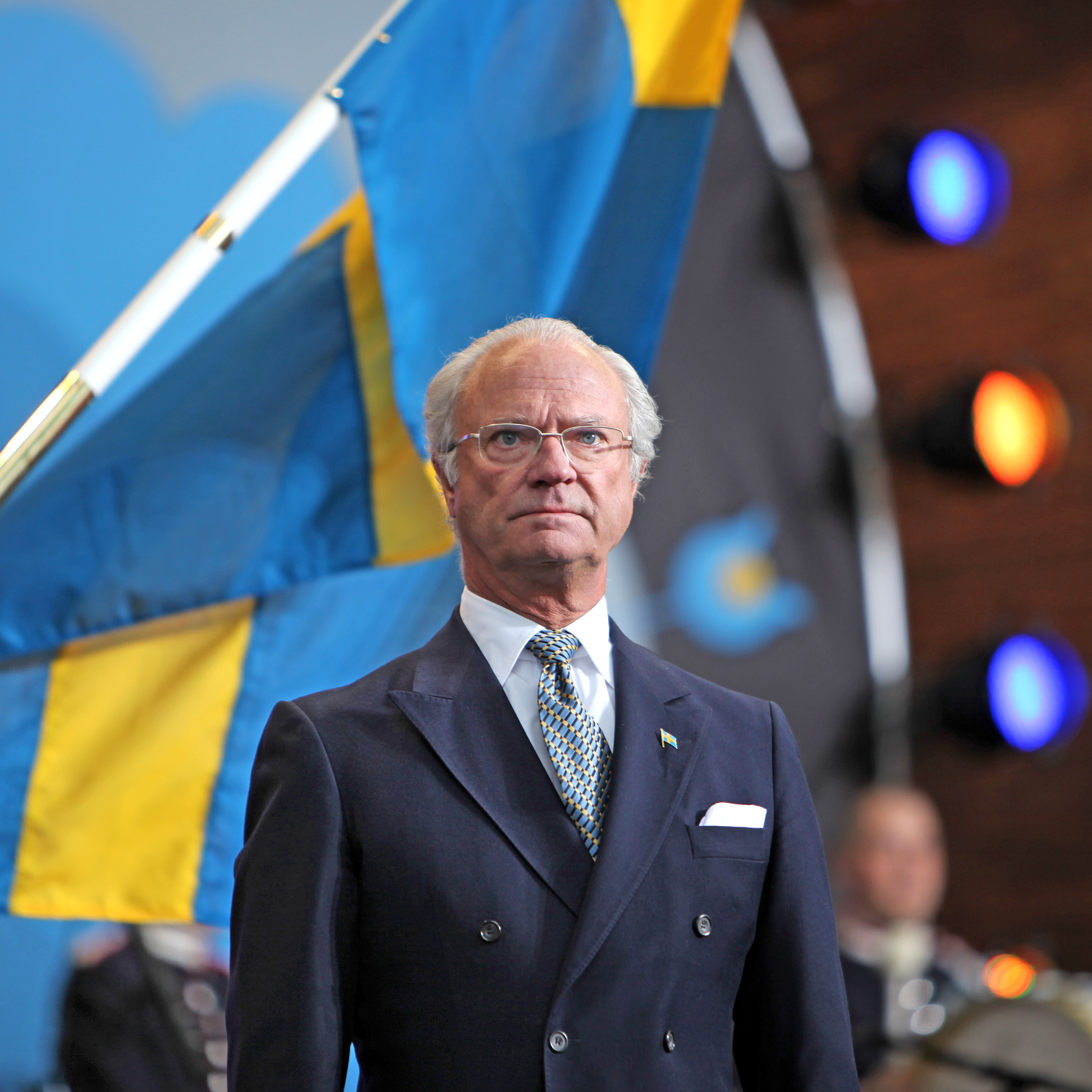
Карл XVI Густаф

Політична система — конституційна монархія. У Швеції роль конституції виконують чотири основні закони: Форма правління (1974), Акт про престолонаслідування (1810), Акт про свободу друку (1949), Основний закон про свободу висловів (1991).
Глава держави — король Карл XVI Густаф (з 1973).
Членство в міжнародних організаціях: ООН, ЄС (з 1995), НАТО (з 2024) ОБСЄ, РЄ, МВФ, ЄБРР, МБРР, Міжнародна організація праці, Організація економічного співробітництва та розвитку, Європейська організація вільної торгівлі.

### Зовнішня політика
Протягом XX століття зовнішня політика Швеції базувалася на принципі неприєднання у мирний час і нейтралітету у воєнний час. Уряд Швеції дотримувався самостійного курсу неприєднання до жодних союзів у мирний час, аби нейтралітет став можливим у випадку війни.
Шведська доктрина нейтралітету часто простежується до XIX століття, оскільки країна не перебувала у стані війни з кінця Шведсько-норезької війни 1814 р. Під час Другої світової війни, Швеція не приєдналася ні до антигітлерівської коаліції, ні до країн Осі. Нейтралітет був спірним, оскільки фактично Швеція дозволяла в окремих випадках нацистському режиму використовувати свою залізничну систему для перевезення військ і вантажів, а також залізної руди з шахт на півночі Швеції, що було життєво важливим для німецької військової промисловості. Однак Швеція також опосередковано сприяла обороні Фінляндії у Зимовій війні і дозволив провести навчання норвезьких та данських військ у Швеції після 1943 р.
Починаючи з кінця 1960-х, Швеція намагалася відігравати більш значну і незалежну роль у міжнародних відносинах. Країна почала брала активну участь у міжнародних миротворчих місіях, особливо через Організацію Об'єднаних Націй, та у підтримці у розвитку Третього світу.
Починаючи з 1995 р., Швеція є членом Європейського Союзу, і як наслідок зміненої геополітичної ситуації, доктрину зовнішньої політики країни було частково змінено, після чого Швеція почала відігравати активнішу роль у європейському співробітництві з безпеки.

## Економіка
Швеція — високорозвинена індустріальна країна з інтенсивним сільським господарством, за рівнем якості життя займає одне з перших місць у світі.
Провідні галузі промисловості: гірнича (мідна та ін. мінералів), чорна та кольорова металургія, машинобудівна, хімічна, легка і харчова, цементна, деревообробна та паперова промисловість.
Розвинуті всі види транспорту (автомобільний, залізничний, поромний, морський, трубопровідний), основні внутрішні перевезення здійснюються автодорогами і залізницями.
Найважливіші морські порти: Гетеборг, Стокгольм, Лулео, Гельсінгборг, Мальме і Норрчепінг.
За даними 2001 Index of Economic Freedom, The Heritage Foundation:
- ВВП — $ 245,2 млрд
- Темп зростання ВВП — 2,9 %
- ВВП на душу населення — $ 27 705
- Прямі закордонні інвестиції — $ 3,2 млрд

Імпорт: машини і транспортне обладнання (41 %), різні споживчі товари (14 %), хімічні продукти (12 %) і енергоносії (6 %, переважно нафта) — $ 86,7 млрд (головним чином Німеччина — 19,2 %; Велика Британія — 10,2 %; Норвегія — 7,6 %; Данія — 6,5 %; Франція — 6,3 %).
Ігрова індустрія: Компанія Paradox Interactive шведська компанія яка створює стратегічні ігри.
Експорт: літаки, транспортні засоби, дрилі, підшипники, електроніка, нафтохімікати, текстиль, декоративне скло, папір, залізо, сталь, вироби з дерева. Обсяг експорту — $100 млрд (г. ч. Німеччина — 11,3 %; Велика Британія — 9,3 %; Норвегія — 8,8 %; США — 8,8 %; Данія — 6 %).
Більшість промислових підприємств у Швеції належить приватним особам. У 1960—1970-х роках частка повної або часткової державної власності в промисловості становила від 10—15 %.
Наприкінці 1990-х років в державному секторі працювали 250 тис. чоловік (10 % всіх зайнятих), переважно в гірничодобувній, металургійній, лісопереробній і суднобудівній галузях промисловості.
Приватна власність корпорацій у Швеції відрізняється досить високою мірою концентрації в порівнянні з іншими розвиненими країнами. На початку 1990-х років в економіці Швеції панували 14 корпорацій, на частку яких припадало бл. 90 % всієї промислової продукції країни. Три з них охоплювали 2/3 всіх прибутків і зайнятих в приватному секторі. Компаніям, що входять в концерн Валленбергів, належала приблизно 1/3 ринкових вартості всіх шведських акцій.
У Швеції є потужний кооперативний рух. Споживчі і виробничі кооперативи контролюють бл. 20 % всієї роздрібної торгівлі. Кооперативному союзу належать супермаркети, туристичні агентства і фабрики. Він нараховує бл. 2 млн членів. Федерація шведських фермерів, в яку входять майже всі фермери країни, є основним виробничим кооперативом. Йому належать молочні ферми, м'ясокомбінати, підприємства по випуску добрив і обладнання для сільського господарства. Федерація повністю контролює збут масла, сиру, молока і понад 50 % збуту вовни, яєць, зерна і м'яса.
ВВП Швеції в 1996 р. оцінювався в $184,3 млрд ($20,8 тис. на рік з розрахунку на душу населення). Уряд витрачає 26 % ВВП, а споживачі — 53 %.
У 1990 Швеція пережила найсильніший після 1930-х років економічний спад, і прямі капіталовкладення в обладнання, інфраструктуру і інші фонди різко скоротилися. Частка сумарних прибутків від сільського господарства поменшала з 12 % в 1950 р. до 2 % в середині 1990-х років. На частку всієї промисловості припадало 35 % ВВП в 1980 р., але лише 27 % в 1995 р., оскільки вперше за сучасний період частка обробних галузей склала менше 20 % ВВП. На частку всієї сфери послуг в 1993 р. припадало 71 % ВВП.
У XX ст. значення сільського господарства в економіці Швеції різко зменшилося. У 1940 р. в ньому було зайнято бл. 2 млн чол., а на початку 1990-х років — всього 43 тис. У післявоєнні роки у зв'язку з масовим відтоком сільського населення в міста багато ферм були покинуті, і площа сільськогосподарських угідь істотно скоротилася. У 1960–1975 рр. з обороту було вилучено бл. 400 тис. га орних земель, а в 1976—1990 рр. — ще 170 тис. га. Хоч в 1992 частка зайнятих в сільському господарстві становила всього 3,2 % проти 29 % у 1940, а площі оброблюваних земель скоротилися, виробництво с/г продукції за цей час зросло.
Меліорація, селекційна робота з інтродукції сортів рослин, найвідповідніших для Півночі, широке застосування добрив, кооперативи для збуту с/г продукції і поширення с/г інформації сприяли зростанню продуктивності сільського господарства. Різке скорочення числа зайнятих в цій галузі компенсувалося за рахунок зрослої механізації.
Головна галузь сільського господарства Швеції — тваринництво і виробництво кормів. У 1996 нараховувалося бл. 1,8 млн голів великої рогатої худоби, зокрема 500 тис. молочних корів.
3/4 оброблюваних площ країни зайняті кормовими культурами. 2-ге місце в землеробстві займає вирощування зернових культур.
Розвинуте лісове господарство і лісопереробна промисловість. Деревина використовується не лише для виробництва целюлози, паперу, дерево-волокнистих плит і хімічних продуктів, але також служить паливом і будівельним матеріалом.
У 1995 р. в обробній галузі було зайнято 761 тис. чоловік (на 26 % менше, ніж у 1980 р.). Майже половина всіх зайнятих в промисловості припадає на металургію та машинобудування. Далі йдуть лісопереробна, целюлозно-паперова, харчова і хімічна галузі, на які сукупно припадає бл. 40 % зайнятих.
Металургія — одна з головних галузей промисловості Швеції. Вона сконцентрована переважно в Бергслагені. Найбільший металургійний завод розміщений у Домнарветі. Виробництво сталі у 1990-х рр. було на рівні бл. 5 млн т на рік.
Машинобудування — найдавніша та найрозвиненіша галузь промисловості в Скандинавії. У Швеції на неї припадає бл. 45 % надходжень від експорту. Виробляють верстати, точні вимірювальні прилади, обладнання для електростанцій, підшипники, радіолокаційне обладнання, автомобілі, техніку для стільникового зв'язку, реактивні винищувачі тощо. Більшість підприємств цієї галузі розташовані на рівнинах між Стокгольмом і Гетеборгом — здебільшого навколо оз. Меларен і в долині р. Гета-Ельв. Великий центр машинобудування знаходиться також на південному заході Сконе, в Мальме та сусідніх містах. Розвинене автомобілебудування (головні виробники — компанії «Вольво» і «Сааб»). Понад 4/5 легкових і вантажних автомашин Швеції та автобусів йде на експорт (1/3 з них — до США).
Паперова галузь сконцентрована в основному в Середній і Південній Швеції, в межах досяжності порту Гетеборг і національного ринкового центра Стокгольма з його поліграфічною промисловістю. У Норрчепінгу та Хальсте містяться великі виробництва з випуску газетного паперу. З 1966 р. його виробництво зросло втричі й досягло 2,4 млн т в 1995 р. За цим показником країна вийшла на 4-те місце у світі.
У структурі паливно-енергетичного балансу переважає нафта і нафтопродукти (бл. 50 %), решта — вугілля, торф, гідро- та атомна електроенергія. Бл. 1/3 енергетичних потреб Швеції задовольняється за рахунок імпорту (головний енергоносій — нафта, далі йдуть вугілля і природний газ). Основні місцеві джерела енергії — ядерне паливо, гідроресурси, деревина. У 1992 р. в країні діяли 12 АЕС, за виробництвом атомної енергії на душу населення Швеція займала провідне місце у світі. Референдум, проведений в 1980 р., висловився за згортання цієї галузі до 2010 р. У 1996 р. частка атомної енергії в енергобалансі країни досягла 47 %, причому вартість її була однією з найнижчих у світі (частка ГЕС — 34 %).
Див. також: Корисні копалини Швеції, Історія освоєння мінеральних ресурсів Швеції, Гірнича промисловість Швеції.

## Адміністративний устрій
Адміністративний поділ Швеції — 21 лен (lan — губернія), які поділяються на 284 комуни. Стокгольм виділений у самостійну адміністративну одиницю, прирівняну до лену.
| Лен             | Код по ISO 3166-2:SE | Столиця    | Позначення на карті |
| --------------- | -------------------- | ---------- | ------------------- |
| Блекінге        | K                    | Карлскруна |                     |
| Даларна         | W                    | Фалун      |                     |
| Готланд         | I                    | Вісбю      |                     |
| Євлеборґ        | X                    | Євле       |                     |
| Галланд         | N                    | Гальмстад  |                     |
| Ємтланд         | Z                    | Естерсунд  |                     |
| Єнчепінг        | F                    | Єнчепінг   |                     |
| Кальмар         | H                    | Кальмар    |                     |
| Крунуберг       | G                    | Векше      |                     |
| Норрботтен      | BD                   | Лулео      |                     |
| Сконе           | M                    | Мальме     |                     |
| Стокгольм       | AB                   | Стокгольм  |                     |
| Седерманланд    | D                    | Нючепінг   |                     |
| Уппсала         | C                    | Уппсала    |                     |
| Вермланд        | S                    | Карлстад   |                     |
| Вестерботтен    | AC                   | Умео       |                     |
| Вестерноррланд  | Y                    | Гернесанд  |                     |
| Вестманланд     | U                    | Вестерос   |                     |
| Вестра Йоталанд | O                    | Гетеборг   |                     |
| Еребру          | T                    | Еребру     |                     |
| Естерйотланд    | E                    | Лінчепінг  |                     |

## Населення
Крім шведів у Швеції проживає понад 17 тисяч саамів, понад 50 тисяч корінних фінів, а також понад 450 тисяч етнічних фінів, що іммігрували в країну протягом XX століття, а також їх нащадків.
Швеція, бувши ще в XX столітті країною еміграції, в нинішній час перетворилася на країну, де переважає імміграція. Сучасне шведське суспільство можна справедливо назвати мультикультурним, тобто соціально різнорідним, що має у своєму складі представників різних етносів і культур. Історично Швеція завжди була етнічно гомогенною країною, більшу частину населення становили шведи та етнічна меншина — саами, які у XVIII—XIX століттях кочували по території Північної Європи, а зараз живуть на півночі країни.

Еміграція (блакитний), та імміграція (червоний) у Швеції 1850—2007 рр.

У самій Швеції проживає близько 9,3 млн чол. Середина XIX століття аж до 1930-х років — це період масової еміграції, люди покидали країну в пошуках добробуту через зубожіння і релігійні переслідування, через брак віри у щасливе майбутнє та політичні утиски, та через потяг до пригод на хвилі «золотої лихоманки». У період Першої світової війни еміграція дещо сповільнилася, через введені обмеження імміграції в самих США.

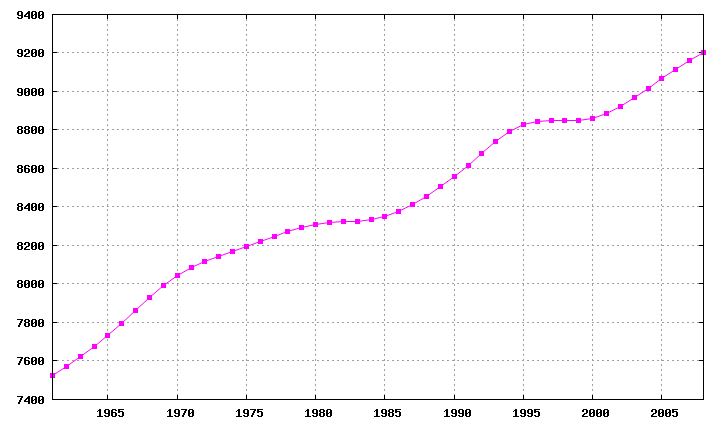
Крива чисельності населення Швеції з 1961 по 2003 рр.

Після Другої світової війни Швеція стає країною імміграції. До війни країна залишалася етнічно однорідною, під час війни основну частину іммігрантів становили біженці, в 30-ті роки в країну поверталися з США шведи. Починаючи з 1930-х років, і до цього дня, за винятком кількох років у 1970-х роках, імміграція перевищує еміграцію.
У 1950-ті — 1960-ті роки в країну хлинув великий потік іммігрантів у зв'язку зі зростанням промисловості, браком трудових ресурсів, а також через велику кількість військових біженців з Німеччини, скандинавських сусідів та балтійських держав. Багато хто з них згодом повернулися на батьківщину, але більшість залишилася, особливо це стосується вихідців з країн Балтії. У післявоєнний період країна поповнювала свої трудові ресурси за рахунок іммігрантів з інших частин Скандинавії, Югославії, Греції, Італії та Туреччини. З кінця 60-х років у Швеції була введена регульована імміграція.
У 1980-ті роки по всій Західній Європі спостерігався приплив біженців з Ірану, Іраку, Лівану, Сирії, Туреччини, Еритреї, що шукали притулку. До кінця десятиліття біженці із Сомалі, Косова та деяких колишніх держав Східної Європи почали приєднуватися до черги охочих залишитись у Швеції. Таким чином, на сучасному етапі розвитку, можна з упевненістю назвати Швецію країною імміграції. Близько 15 % населення Швеції або іммігрували в країну, або ростуть в сім'ях іммігрантів. Завдяки цим новим шведам раніш мономовне шведське суспільство з гомогенною етнічною структурою стало суспільством мультикультурним та інтернаціональним. На сьогоднішній день кожен п'ятий громадянин країни має іноземне походження. Щоб наочно побачити збільшення імміграційних процесів в країні, варто звернути увагу на той факт, що приріст населення в 2007 р. на 75 % (1,2 млн іноземців усього проживало у 2007 р. у Швеції) складався з імміграційного припливу в країну, і лише на 25 % населення збільшилося за рахунок народжуваності в країні. Спостерігається відсоткове збільшення іммігрантів з Іраку, Румунії, Болгарії та Польщі.
Під впливом імміграційних потоків змінювалося саме суспільство, а також економічна ситуація в країні, при цьому варто визнати, що вплив іммігрантів на економіку можна оцінити неоднозначно, оскільки він має як позитивні, так і негативні наслідки. Що стосується соціальної стабільності, то в цій галузі теж існує чимало проблем, пов'язаних з етнічним та культурним розмаїттям та інтеграцією іммігрантів у шведське суспільство. Важливо враховувати, що уряд вживає кроки щодо поліпшення обстановки в країні, вдосконалюючи законодавство, створюючи спеціалізовані структури, що займаються даною проблематикою, виробляючи стратегії толерантності між етнічними та культурними групами всередині держави. Мета уряду Швеції полягає в досягненні згоди, дійсного політичного, культурного, соціального рівноправ'я і рівності різних груп населення. Для цього і здійснюється політика мультикультуралізму, але її здійснення супроводжується низкою соціальних проблем, що призводить до перегляду імміграційної політики держави, її цілей та напрямків. У зв'язку з цим змінюється законодавство в імміграційній сфері, приймаються нові законопроєкти і вносяться поправки до чинних законів. Змінюється процедура прийняття іммігрантів у країну, отримання статусу біженця, видачі посвідки на проживання, працевлаштування тощо.
Десять найбільших груп осіб з іноземним походженням у 2018 згідно з даними демографічного реєстру:
1. 185 991
2. 147 883
3. 144 035
4. 92 759
5. 77 386
6. 68 678
7. 65 124
8. 59 395
9. 51 979
10. 51 140

Середня тривалість життя в чоловіків становить 78,6 років, у жінок — 83,3 роки. 90 % населення Швеції проживає в комунах, які складають не більше 2000 жителів. Стокгольм, Гетеборг і Мальме — найбільш густо заселені території країни.
85 % населення проживає на півдні країни.

### Проєкт «Шведський куратор»
Починаючи з 2011 р., Шведський інститут довіряв офіційний акаунт країни у Twitter новому випадковому шведу, який міг твітити все, що йому заманеться. Мета — демонструвати державу через найрізноманітніших її громадян.
Та у вересні 2018 р. проєкт помер. Після 365 кураторів-дописувачів, 119 тис. фоловерів та 200 тис. твітів, останній володар логіну та пароля, Ерік, буде останнім пересічним перехожим, який мав можливість писати від імені країни все, що заманеться.
«Це була новаторська ініціатива. Відтоді інтернет та соціальні мережі дуже розвинулися. Та кожен проєкт має свій фінал і тепер ми маємо рухатися далі», — зазначено у заяві щодо припинення проєкту.

### Мова
Мовою де-факто є шведська, яка належить до групи Германських мов, споріднена з норвезькою та данською мовами, від яких незначною мірою відрізняється граматично і лексично. З данською мовою є великі розбіжності у фонетиці, що перешкоджає вільному взаєморозумінню. У країні, однак, відсутня офіційна мова — оскільки шведська займає домінантне становище, то ніколи не порушувалося питання про надання їй статусу офіційної.
Мовами національних меншин визнані саамська, меянкіелі, фінська, циганська та їдиш. Перші три з них можуть використовуватися в державних і муніципальних установах, судах, дитячих садках та будинках для літніх людей в деяких частинах лена Норрботтен.

### Релігія

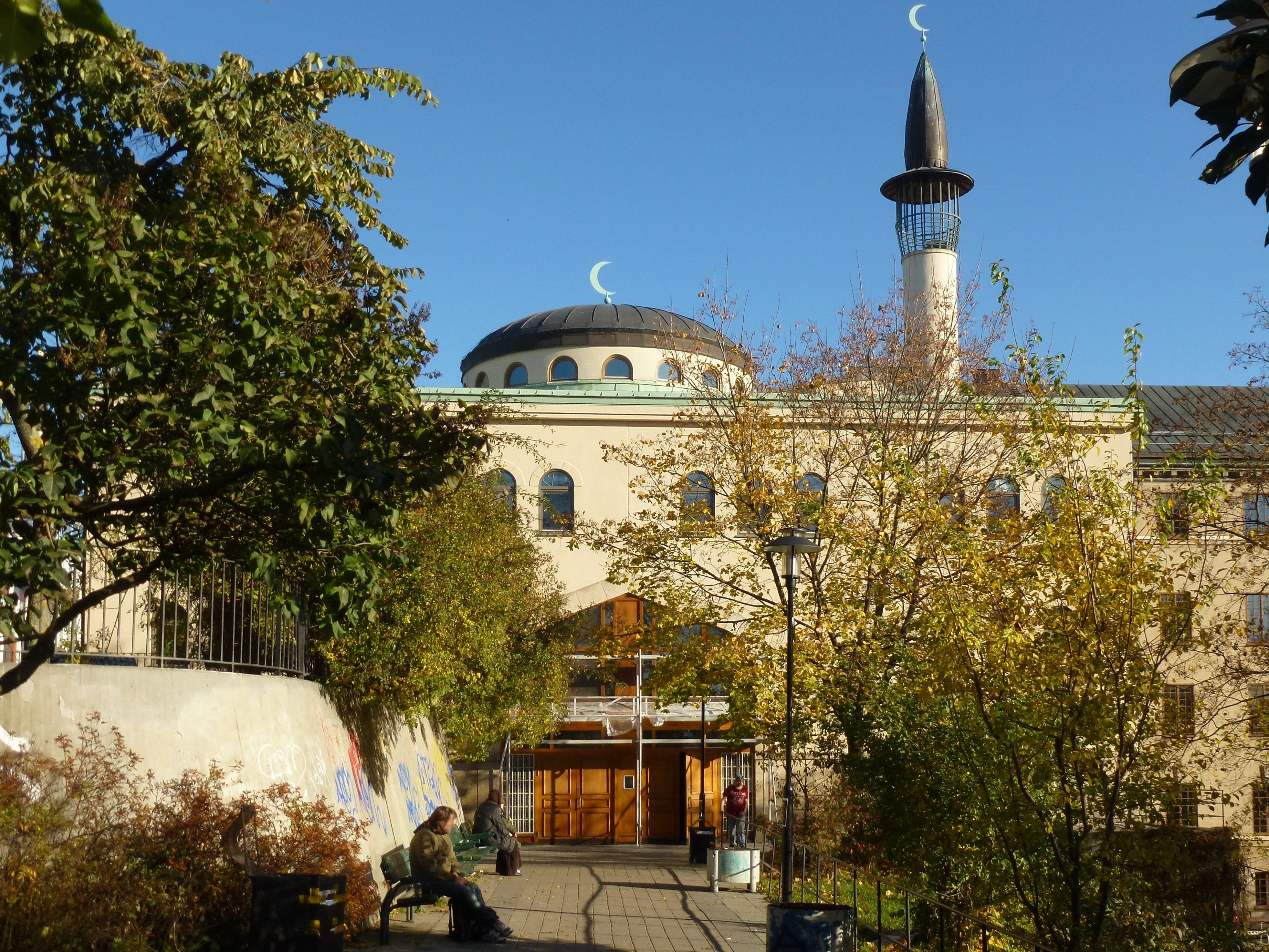
Стокгольмська мечеть

Більшість віруючих (79 % з усіх віруючих) належить до Церкви Швеції — лютеранської церкви, відокремленої від держави в 2000 р. Також присутні католики, православні і баптисти.
Частина саамів сповідують анімізм. Внаслідок імміграції в країні з'явилися представники ісламу. Християнство прийшло на територію Швеції в X столітті завдяки просвітницькій діяльності святителя Ансґарія, котрий охрестив перших шведів.

## Культура
У Швеції багато авторів зі всесвітнім визнанням, включаючи Августа Стріндберга, Астрід Ліндґрен, а також лауреатів Нобелівської премії Сельму Лагерлеф і Гаррі Мартінсона. Загалом шведам присуджено сім Нобелівських премій з літератури. Найвідоміші художники країни — Карл Ларссон і Андерс Цорн, а також скульптори Тобіас Сергель і Карл Міллес.
Культура Швеції XX-го століття відзначається піонерськими кінематографом з Мауріцем Стіллером та Віктором Шестремом. У 1920—1980-х роках режисер Інгмар Бергман і актриси Грета Гарбо та Інгрід Бергман стали всесвітньо відомими. Міжнародне визнання отримали фільми Лукаса Мудіссона, Лассе Хальстрьома та Рубена Остлунда.

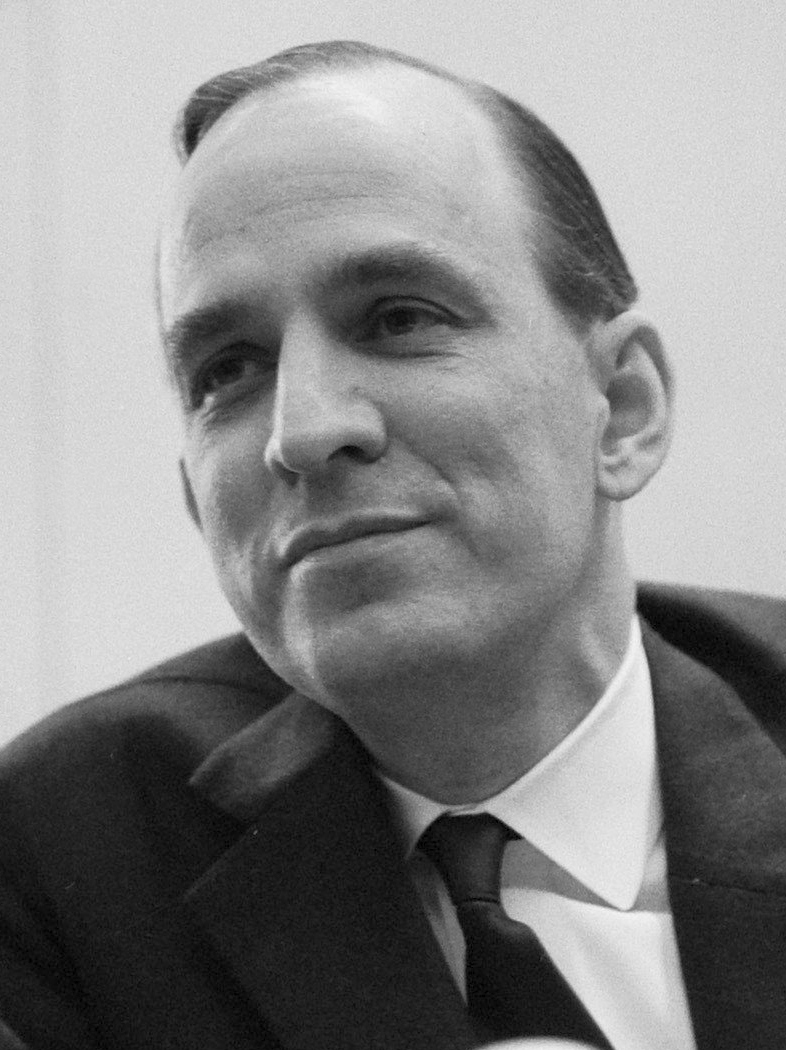
Інгмар Бергман

Протягом 1960-х і 1970-х років Швеція вважалася міжнародним лідером у тому, що зараз називають «сексуальною революцією», з особливим прогресивним поглядом на гендерну рівність. Фільм «Я допитлива — фільм у жовтому» (1967) відобразив ліберальний погляд на сексуальність, включаючи сцени кохання, які привернули міжнародну увагу, і представив концепцію «шведського гріха». Виник образ «гарячого кохання і холодних людей». Сексуальний лібералізм розглядався як частина процесу модернізації, який, руйнуючи традиційні кордони, приведе до емансипації природних сил і бажань.
Швеція також стала дуже ліберальною щодо гомосексуальності, що відображено в популярному прийнятті фільмів, таких як «Покажи мені любов», який розповідає про двох лесбійок у маленькому шведському містечку Омоль. З 1 травня 2009 р. Швеція скасувала свої закони про «зареєстроване партнерство» і повністю замінила їх гендерно-нейтральними шлюбами. Спільне проживання (sammanboende) подружжя різного віку, включаючи підлітків, а також літні пари, широко поширене. Станом на 2009 рік Швеція переживає бебі-бум.
У Швеції великий інтерес до моди, в країні розташовані штаб-квартири відомих брендів, таких як Hennes & Mauritz (оперує як H&M), J. Lindeberg (оперує як JL), Acne, Lindex, Odd Molly, Cheap Monday, Gant, WESC, Filippa K.

### Спорт

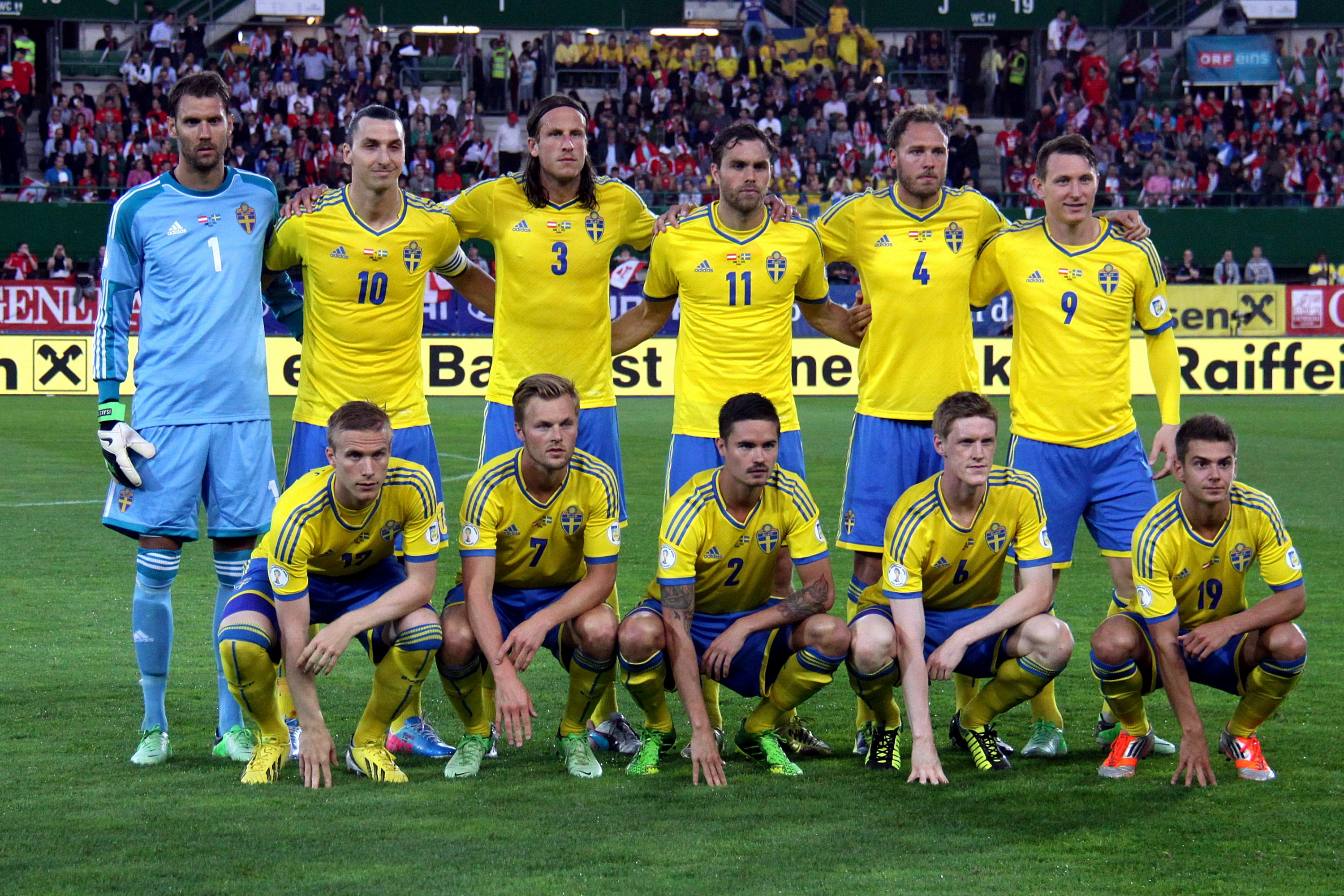
Збірна Швеції з футболу

Спорт — це національний рух, половина населення якого бере активну участь у організованих спортивних заходах. Два основних види спорту для глядачів — футбол і хокей. На другому місці після футболу — кінний спорт (більшість учасників якого — жінки). Після цього найпопулярнішими є гольф, спортивне орієнтування, гімнастика, легка атлетика, а також командні види спорту: хокей, гандбол, флорбол, баскетбол.

### Свята
Окрім традиційних протестантських християнських свят, Швеція також відзначає деякі унікальні свята, Свято літнього сонцестояння; Вальпургієву ніч (Valborgsmässoafton) 30 квітня; День праці 1 травня. День Люсії 13 грудня, широко відомий складними урочистостями, що розпочинають місячний різдвяний сезон.
6 червня — Національний день Швеції, а з 2005 р. — державне свято. У серпні багато шведів влаштовують kräftskivor (вечері з раками). У листопаді в Сканії святкують Мартіна з Тура. Самі, одна з корінних меншин Швеції, відзначають своє свято 6 лютого, а Сканія святкує День прапора Сканії в третю неділю липня.

## Релігія
Релігія в Швеції (швед. Religion i Sverige) — сукупність релігійних переконань, свобода на сповідування яких закріплена для громадян Швеції в Конституції країни.
Більша частина населення країни належить до Євангелічної лютеранської церкви Швеції, хоча спостерігається тенденція до зниження офіційних членів цієї християнської деномінації протестантів. Виникла в Середновіччі із середовища Католицької церкви.

## Національна символіка

### Державний прапор

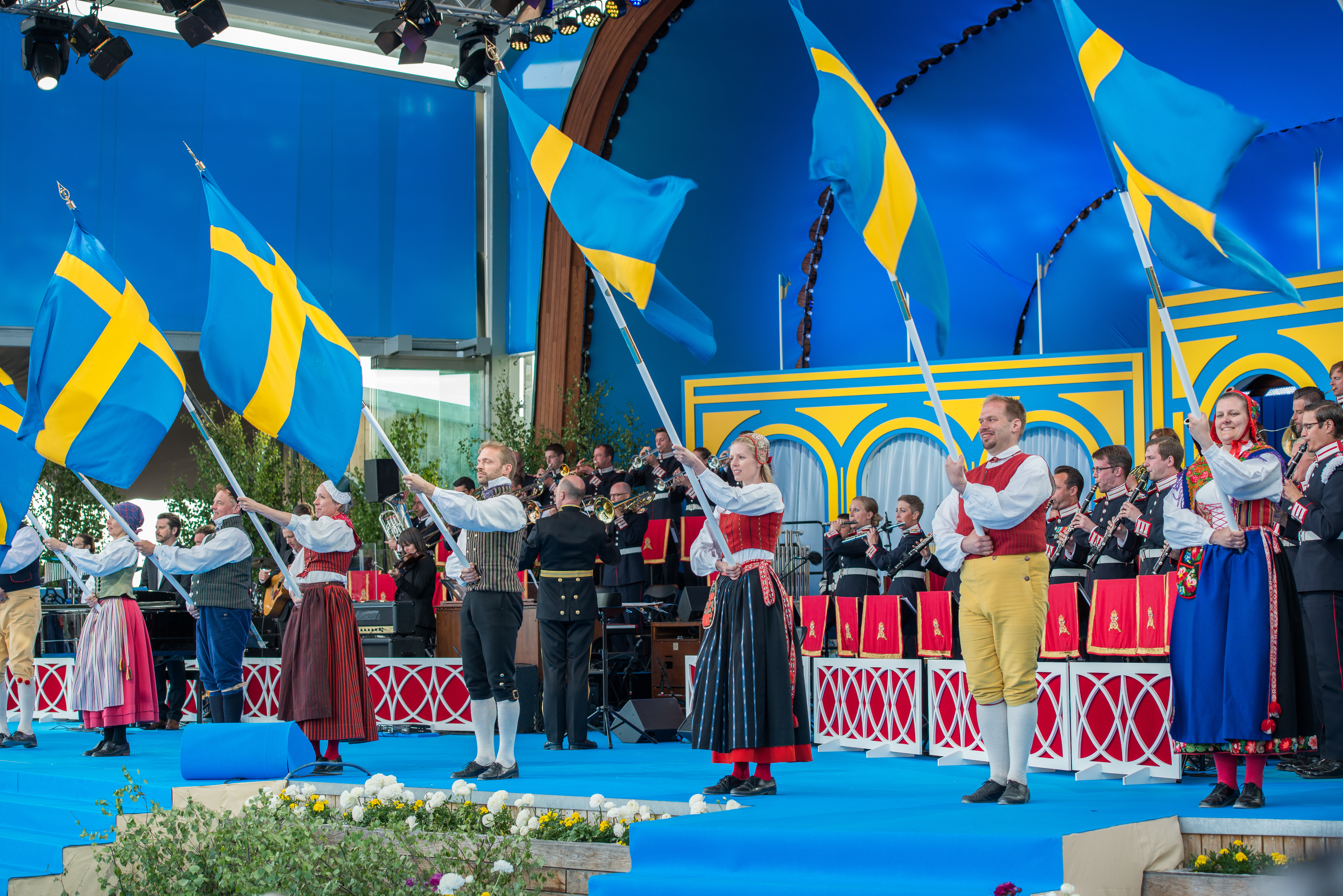
День Шведського Прапора

Точний вік шведського прапора невідомий, але найстаріші зображення синього полотнища з жовтим хрестом датуються XVI століттям. Згідно з королівським указом 1569 р., на шведських бойових штандартах і прапорах повинен був зображатися жовтий хрест, оскільки гербом Швеції був синій щит, поділений на чотири частини золотим хрестом. Можливо, взірцем для шведського прапора був данський прапор, а синій і жовтий кольори взято з герба. Лише з 1620-х років, тобто з часів правління Густава II Адольфа, існують переконливі свідчення того, що синій прапор із жовтим хрестом був на шведських кораблях. Відповідно до найдавнішого у Швеції указу від 1663 р. про прапор на кораблі, на всіх суднах, за винятком торговельних, мав бути трикутний прапор, а на торгових — квадратний. Нині трикутний прапор використовують тільки на суднах королівської родини і на військових кораблях. На вимпелі королівської родини в центрі хреста може бути зображений Малий або Великий герб Швеції.
Починаючи з 1916 р. 6 червня святкують як День Шведського Прапора. У 1983 р. цей день оголошено також Національним Днем Швеції. Таке рішення пояснюється двома причинами: 6 червня 1523 р. Густава Васу було обрано королем Швеції, що поклало початок Швеції як незалежної держави, і цього ж дня 1809 р. Швеція ухвалила нову Конституцію, яка визначала права громадян і надавала їм значну свободу.
Від 1 березня по 31 жовтня прапор піднімають о 8:00, в інші дні — о 9:00. Опускають прапор із заходом сонця. В офіційні дати (їх близько 15), наприклад, урочистості в житті королівської родини, Травневе Свято, День Виборів, День ООН (24 жовтня) і Нобелівський День (10 грудня), прапори вивішують скрізь. Прапори можуть вивішувати також на честь місцевих свят або ж урочистих подій у якійсь родині.

### Герб
Герб — як визначено в Акті про національні герби 1982 р., Швеція має два національні герби — Великий і Малий.

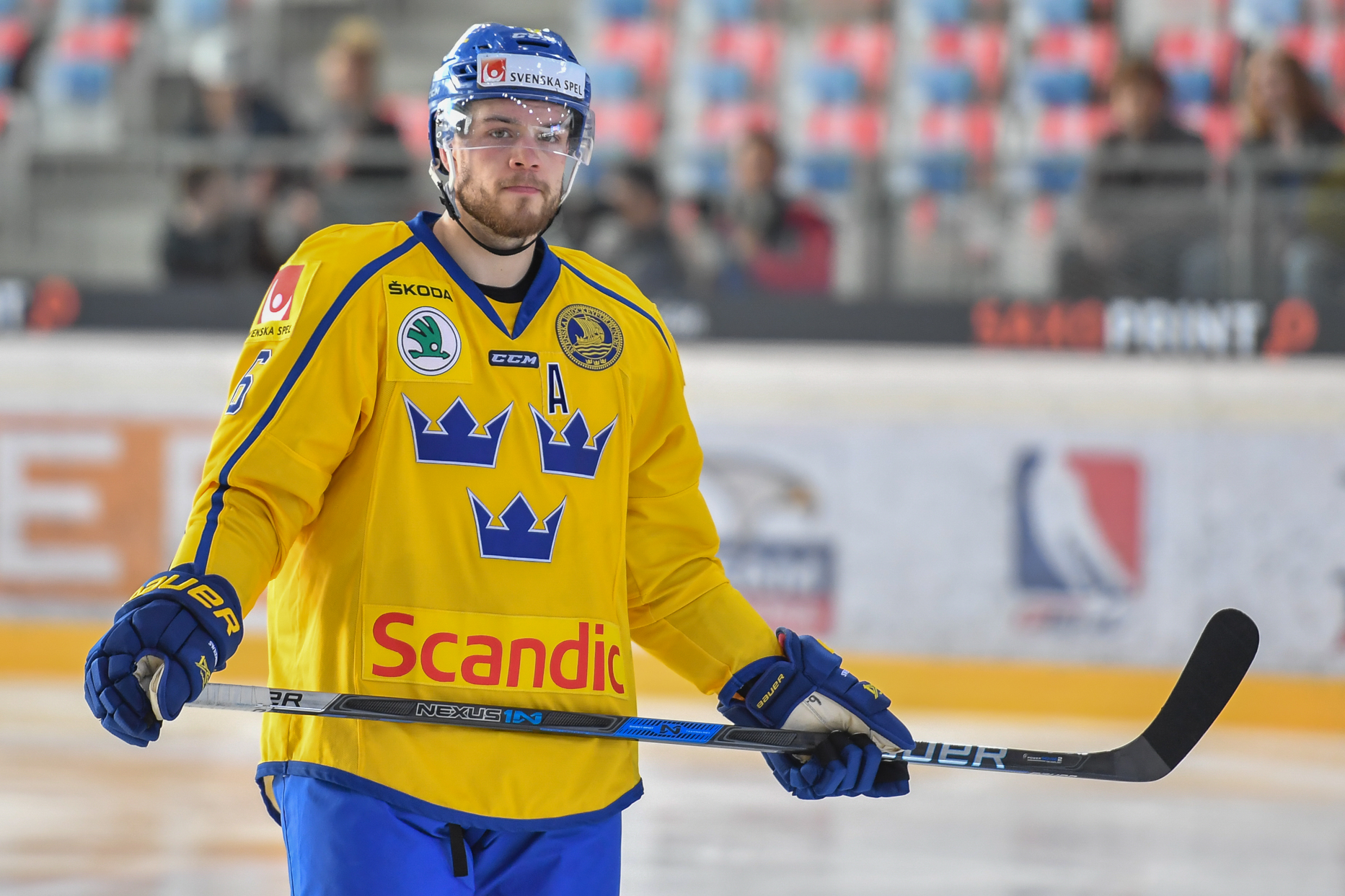
«Три корони» на формі Національної збірної Швеції з хокею

Малий герб Швеції

Малий Герб, який використовують частіше, є синім щитом із трьома золотими коронами, дві вгорі, одна внизу. Зверху щит увінчує корона, іноді щит облямовує золотий ланцюг Ордена Серафима (Орден Серафима, заснований у 1748 р., є найпочеснішою нагородою у Швеції). Зображення трьох корон використовувалося як емблема Швеції приблизно з 1336 р., коли три корони були вже відомі як символ «Трьох мудрих королів». Згідно з іншою теорією, король Маґнус Ерікссон (1319—1364) затвердив емблему трьох корон як символ свого титулу — «Король Швеції, Норвегії та Сканії».
Великий Герб — це герб монарха, який використовують в особливих випадках уряд і ріксдаг. Герб бере початок від 1440-х років, коли служив печаткою короля Карла Кнутссона Бонде і відколи почав використовуватися. Щит на цьому гербі поділений на чотири частини, на ньому зображені три корони і «лев Фолькунгів» (тобто герб королівської династії, яка правила у Швеції від 1250 по 1364 рік). У центрі міститься герб нинішньої королівської династії. На початку XIX століття цей герб ухвалив щойно обраний наступником шведського трону французький маршал Жан-Батист Бернадот, який почав правити як король Карл XIV Юган. Герб складається з «мантії Васи», уособлення королівської династії Вас (1523—1654), мосту, що символізує князівство Понте-Корво в Італії (дароване Бернадотові імператором Наполеоном 1806 р.), Наполеонового орла та семи зірок.

### Гімн Швеції
Текст «О давня, О вільна» написав дослідник фольклору і автор балад Ріхард Дибек (1811—1877) і поклав на народну мелодію, відому в провінції Вестманланд з середини XIX століття. Наприкінці минулого століття ця пісня стала дуже популярною, і з часом почала сприйматися як національний гімн Швеції.
О давня, о вільна, гориста Північ: О давня, о вільна, гориста Північ,
Як вабить твоя неприкметна краса.
Вітаю тебе, рідна земле моя,
І небо, і сонце, й веселі поля,
І небо, і сонце, й веселі поля.
З минулої величі ти постаєш,
Як світу являла звитягу свою.
Я знаю, ту славу ти й нині несеш.
І жити, і вмерти я хочу в Північнім краю,
І жити, і вмерти я хочу в Північнім краю.